# Vladimir Moussine-Pouchkine
Pour les articles homonymes, voir Moussine-Pouchkine.
Le comte Vladimir Vladimirovitch Moussine-Pouchkine (Граф Владимир Владимирович Мусин Пушкин), né le 8 février 1870 à Moscou et mort le 29 septembre 1923 à Pantchevo en Serbie, est un homme politique russe.

## Biographie

### Formation
Il a fait ses études secondaires au lycée Polivanov, puis fut licencié en droit à l'Université de Moscou (en 1893). 
Il fit son service militaire au 3e escadron du régiment des Chevaliers Gardes (sous-officier en 1894, puis comme porte-drapeau dans la cavalerie - réserve - en 1895). 
Il fut également porte-étendard au 2e régiment des Hussards Izioumsky pendant la guerre de 14-18 où il participa aux opérations jusqu'en février 1915.

### Carrière
- Gentilhomme de la Chambre en 1895,
- Secrétaire de collège en 1898,
- Conseiller titulaire en 1899,
- Maître des cérémonies à la Cour en 1900,
- Directeur de la Banque Impériale Foncière de la Noblesse en 1901,
- Fonctionnaire de 4e classe en mission spéciale en 1905,
- Eigermeister en 1907,
- Conseiller d'état en 1900,
- Membre de la 4e Douma en 1912,
- Conseiller d'État actuel en 1913,
- Maréchal de la noblesse de Bogorodsk (Rouza) en 1896, puis de Rouza en 1908, 1911 et 1914.
- Membre de la Direction Suprême de l'Église,
- vice-ministre de l'agriculture en février 1915.

Il avait reçu les insignes de l'Ordre de Sainte-Anne de 2e classe et de l'Ordre de Saint-Vladimir de 4e classe à titre militaire, la médaille commémorative du centenaire de la guerre de 1812 et officier de la Légion d'Honneur en 1902.
Il écrivait des essais et des poèmes, et était connu avant la Révolution (« Le livre de la Chance » dédié à son fils Hilarion † 1920).

## Sa famille

### Son union
Le 9 novembre 1894 à Saint-Pétersbourg, il épouse la comtesse Maria Hilarionovna Vorontzov-Dachkov (° 6 septembre 1871 à  Merano en Italie, † 13 septembre 1927 à Salies-de-Béarn), demoiselle d’honneur depuis 1891, fille du comte Hilarion Ivanovitch Vorontzov-Dachkov, vice-roi du Caucase, général-lieutenant, chevalier de l’ordre de Saint-Alexandre Nevski, et de la comtesse Elisaveta Andreevna Schouvalov.

### Sa descendance
Il a eu de son mariage cinq enfants :
- Le comte Roman Vladimirovitch Moussine-Pouchkine

Il est né le 9 novembre 1895 à Saint-Pétersbourg et meurt le 27 novembre 1970 à Sydney en Australie.
Il se marie en 1923 à Doubrovnik (Serbie) avec la comtesse Irina Dmitrievna Tolstoï, fille du comte Dimitri Ivanovitch Tolstoï et d'Elena Mikhaïlovna Tchertkov.
- La comtesse Varvara Vladimirovna Moussine-Pouchkine

Elle est née entre le 30 janvier et le 12 février 1897 à Moscou, et meurt le 4 août 1976 à Bruxelles.
Le 13 février 1924 à Belgrade (Serbie) et le 13 février 1925, elle épouse Nikolaï Mikhaïlovitch Kotliarewsky, Docteur en Droit de l'Université de Nicolaïev et secrétaire particulier du général Wrangel, fils de Mikhaïl Amfrossievitch Kotliarewsky et d'Elizaveta Alexandrovna Rodzianko.
- Le comte Vladimir Vladimirovitch Moussine-Pouchkine

Il est né le 22 janvier 1898 à Saint-Pétersbourg, et meurt le 1er novembre 1973 au Kremlin-Bicêtre.
Il s'unit à Paris 7e le 14 septembre 1926 à la comtesse Vera Petrovna Stenbock, fille du comte Pierre Mikhaïlovitch Stenbock et de Natalia Pavlovna Kharitonenko.
- Le comte Hilarion Vladimirovitch Moussine-Pouchkine

Il est né le 12 août 1902 à Saint-Pétersbourg et meurt le 15 janvier 1920 tué au siège de Perekop en Ukraine.
- La comtesse Elizaveta Vladimirovna Moussine-Pouchkine

Elle est née le 19 septembre 1904 à Saint-Pétersbourg et meurt le 21 novembre 1979 à Meudon.
Elle épouse le 4 novembre 1926 à Paris 6e le prince sérénissime Vladimir Dmitrievitch Galitzine, fils du général de cavalerie prince Dimitri Borissovitch Galitzine (Altesse Sérénissime) et de Ekaterina Vladimirovna Moussine-Pouchkine.

### Ses parents et aïeux
Il était le fils du comte Vladimir Ivanovitch Moussine-Pouchkine et de Varvara Alexeïevna Cheremetiev, fille du comte Alexeï Vassilievitch Cheremetiev et d'Ekaterina Sergueïevna Cheremetiev.
Il était le petit-fils du comte Ivan Alexeïevitch Moussine-Pouchkine et de la princesse Maria Alexandrovna Ouroussov, fille du prince Alexandre Mikhaïlovitch Ouroussov et d'Ekaterina Pavlovna Tatischev.
Il était l'arrière-petit-fils du comte Alexeï Ivanovitch Moussine-Pouchkine et de la princesse Ekaterina Alexeïevna Volkonsky, fille du prince Alexeï Nikititch Volkonsky et de Margarita Irodionovna Kochelev.

## Sources
- (ru) Site russe de généalogie de la famille Moussine-Pouchkine
- (ru) Site russe de généalogie
- (ru) Site Russe de photos et généalogie de l'empire de Russie